# Cephalodella ungulata
Cephalodella ungulata är en hjuldjursart som beskrevs av Fisher och Ahlrichs 2006. Cephalodella ungulata ingår i släktet Cephalodella och familjen Notommatidae. Inga underarter finns listade i Catalogue of Life.